# Burak Göksel
Burak Göksel (* 25. Februar 1991 in Istanbul) ist ein türkischer Fußballspieler in Diensten von Kartalspor.

## Karriere
Göksel kam im Istanbuler Stadtteil Kadıköy auf die Welt und begann im Nachbarbezirk Kartal in der Jugend des Amateurverein Kartal Cevizli Gençlergücü mit dem Fußballspielen.
2010 wechselte er zum Amateurverein İstanbul Kartal Belediyespor, der nach dem Zweitligisten Kartalspor der wichtigste Verein des Bezirks Kartal ist, und spielte hier in der höchsten türkischen Amateurliga der Bölgesel Amatör Lig.
Zur Saison 2011/12 wechselte er dann zum Zweitligisten Kartalspor und absolvierte in seiner ersten Saison zwei Ligaspiele für die Profimannschaft. Für die Rückrunde der Spielzeit 2012/13 wurde er an den Viertligisten Derince Belediyespor ausgeliehen.